# IV всемирный конгресс эсперантистов

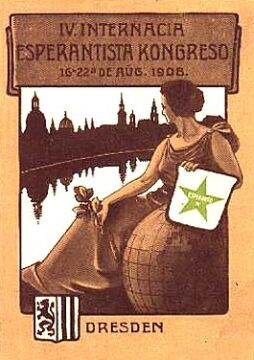
Открытка, выпущенная по случаю конгресса

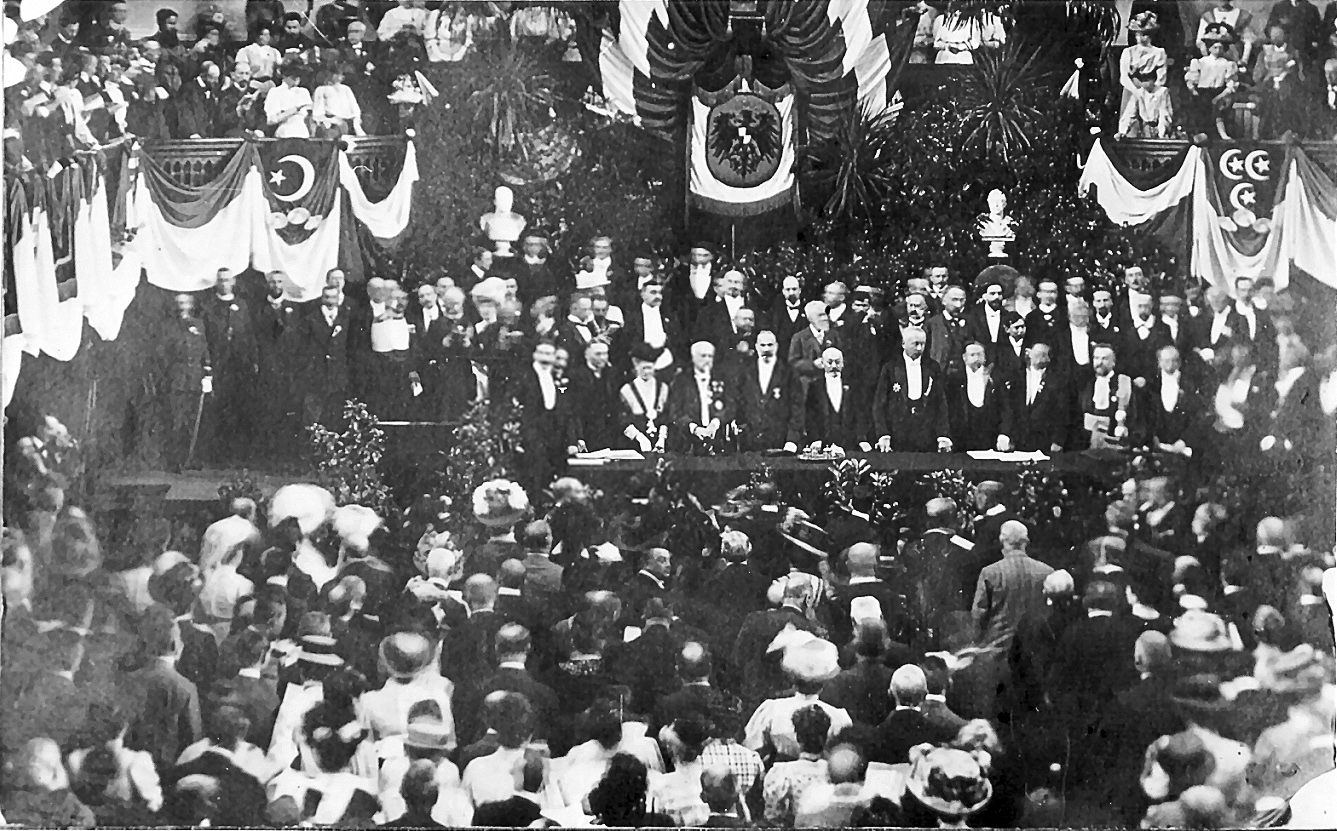
Торжественное открытие конгресса

IV Всемирный конгресс эсперантистов был проведён в Дрездене, Германия, 17—22 августа 1908 года, в нём приняли участие 1500 эсперантистов из 40 стран.
В организационный комитет конгресса входили доктор Эдуард Мибс (президент конгресса), доктор Альберт Шрамм (вице-президент конгресса), поэтесса Мария Ганкель, банкир и юрист Г. Арнольд. В состав почётного правления конгресса вошли бургомистр Дрездена Г. Бётлер, министр иностранных дел Саксонии граф Хохенталь унд Берген, бывший премьер-министр и военный министр Саксонии генерал Maкс Клеменс Лотар фон Хаузен и другие официальные лица. Участников конгресса приветствовал король Саксонии Фридрих Август III.
Всемирный конгресс эсперантистов 1908 года был первым конгрессом, состоявшимся после создания Всемирной ассоциации эсперанто в апреле 1908 года, и первым, в котором участвовали правительствительственные делегации, в частности, представитель министерства образования Японии Симура, представитель администрации президента США Т. Рузвельта Штрауб, официальный представитель правительства Филиппин Йеманс, официальный представитель законодательного собрания Барселоны Фредерик Пухула-и-Валлес, официальный делегат Международного комитета Красного Креста Адольф Муанье, официальный делегат Международного бюро мира Гастон Мош.
Одним из итогов конгресса стала реорганизация Постоянного комитета по организации Конгрессов (эсп. Konstanta Kongresa Komitato). Начиная с 4-го конгресса KKK состоял из двух членов Организационного комитета предыдущего конгресса, двух членов Организационного комитета нынешнего конгресса, двух членов Организационного комитета следующего конгресса, президента и генерального секретаря конгресса (двое последних избирались на самом конгрессе). Такая реорганизация способствовала улучшению организационной работы и передаче опыта предыдущих конгрессов. Конгресс также постановил создать единый орган для централизованного управления всеми финансовыми вопросами конгресса. Было решено, что KKK может делегировать определённые финансовые полномочия Местным организационным комитетам (Loka Kongresa Komitato, LKK).
Культурная программа 4-го конгресса включала в себя представления ряда пьес на эсперанто. Среди них было представление пьесы И. В. Гёте «Ифигения в Тавриде», незадолго до конгресса переведённой на эсперанто. «Ифигения в Тавриде» была поставлена труппой Королевской оперы, режиссёр Эммануэль Райхер. Роль Ифигении исполняла дочь Э. Райхера, Хедвига Райхер, специально для этого изучившая эсперанто.
Кроме того, для участников конгресса были организованы две экскурсии на пароходах по реке Эльба, одна — в Мейсен, другая — на Эльбские Песчаниковые горы.
После конгресса многие его участники по приглашению эсперанто-союза Богемии посетили Прагу, а в Берлине министр народного просвещения Германии принял большую делегацию участников конгресса, в которую входили Л. Заменгоф, Э. Мибс и обсудил с ними вопрос об изучении эсперанто в школах.